# ホリプロ・インプルーブメント・アカデミー
ホリプロ・インプルーブメント・アカデミーは、芸能事務所のホリプロのグループ会社である株式会社ホリプロ・インプルーブメント・アソシエーションが運営する俳優・タレントの養成所。
1997年、ホリプロの東証2部上場を機に「ホリプロ・インプルーブメント・アカデミー」として開設。乳幼児から中学生までの低年齢層のタレントの育成を行ってきた。近年は、中高年齢層のタレントの育成にも幅を広げている。開設からはホリプロの直営だったが2007年に、新設子会社「株式会社ホリプロ・インプルーブメント・アソシエーション」に運営を移管。2024年より養成所名を「ホリプロスタースタジオ」に名称変更。

## 主なタレント

### リトルスタークラス
0歳から3歳まで。

### ジュニアクラス
4歳から中学修了まで。
- 太田力斗
- 小川光樹
- 塩顕治
- 高木優希
- 西村優奈
- 橋本智哉
- 庵原涼香
- 細山貴嶺（2期生）
- 岩岡誠也
- 平澤宏々路
- 小山春朋
- 古田結凪
- 山崎莉里那

### プログレスクラス
15歳から22歳まで。
- 村松流星
- 木村桃花
- 藤井直美
- 菊地麻衣
- 神尾翠優
- 西條妃華
- 山本華菜乃
- 山本賢太
- 楢原嵩琉
- 笹本拓琉
- 島田裕仁
- 清谷春瑠
- 増山海里

### ハイスクールクラス
卒業生
- 笠原織人
- 髙橋ふみや
- 廣瀬真平
- 柳沢太介
- 西本銀二郎

## 主な卒業生
- 前田公輝（1期生）
- 中尾明慶（2期生）
- 石原さとみ（5期生）
- あびる優
- 唐沢美帆
- 坂本優太
- 篠田拓馬
- 梶原ひかり

## 中退者
- 亀和田優希
- 橋本甜歌（11期生）
- 吉野翔太